# بوتسدل (تشيشير)
بوتسدل (بالإنجليزية: Boothsdale)‏ هي قرية تقع في المملكة المتحدة في شمال غرب إنجلترا.